# Paragonimus kellicotti
Paragonimus kellicotti é uma espécie de verme chato da família Troglotrematidae. É responsável pela paragomíase na América do Norte, que afeta principalmente humanos.